# Баттиньи
Баттиньи́ (фр. Battigny) — коммуна во французском департаменте Мёрт и Мозель региона Лотарингия. Относится к  кантону Коломбе-ле-Бель.	

## География
Баттиньи расположен в 32 км к юго-западу от Нанси. Соседние коммуны: Желокур и Лалёф на северо-востоке, Торе-Лиоте на востоке, Доммари-Эльмон и Ванделевиль на юго-востоке, Фавьер на северо-западе.

## Демография
Население коммуны на 2010 год составляло 106 человек.
| 1962 | 1968 | 1975 | 1982 | 1990 | 1999 | 2010 |
| ---- | ---- | ---- | ---- | ---- | ---- | ---- |
| 112  | 97   | 94   | 104  | 94   | 91   | 106  |

## Достопримечательности
- Средневековый фортифицированный дом.
- Католическая церковь XII века, придел XVI века, остатки нефа XVIII века.
- Протестантская церковь XVII века.